# Janusz Patriak
Janusz Patriak (ur. w Wałbrzychu) – polski trener siatkarski, specjalizujący się w pracy z młodzieżą.
Absolwent AWF we Wrocławiu. Z siatkówką związany od 1990 roku. Pierwszym klubem, którego został trenerem była Sparta Złotów. W 1996 roku prowadzony przez niego zespół awansował do II ligi, mając w składzie same wychowanki. W 1998 roku drużyna pod jego wodzą awansowała do I ligi, gdzie grała przez sześć sezonów.
W 2001 roku pracował jako II trener z Jerzym Matlakiem w pierwszoligowej Nafcie Piła. Zdobył razem z nim mistrzostwo kraju, Puchar Polski oraz dotarł do 1/4 finału Ligi Mistrzyń.
Od kilku lat związany z zespołem I ligi Legionovią Legionowo, w którym, z dużymi sukcesami, wraz z żoną prowadzi zespoły młodzieżowe. Dwukrotnie pełnił funkcję I trenera zespołu.
Pełni funkcję I trenera młodszego zespołu młodziczek (tj. rocznik 2001) w klubie UMKS MOS WOLA WARSZAWA.
Prowadzone przez niego zespoły młodzieżowe zdobyły łącznie 11 medali mistrzostw kraju, kilka medali mistrzostw Mazowsza oraz zaliczyły wiele udanych występów, niejednokrotnie zakończonych zwycięstwem, w międzynarodowych turniejach. Trenował kilkanaście przyszłych młodzieżowych i seniorskich reprezentantek Polski m.in.: Agnieszkę Bednarek, Paulinę Maj, Klaudię Kaczorowską, Joannę Frąckowiak i Katarzynę Zaroślińską.